# Jean de Marconville
Jean de Marconville (on le retrouve parfois sous le nom de Marcouville) est un écrivain et un compilateur français du XVIe siècle, originaire du Perche, né aux alentours de 1520 et mort vers 1580. Certains de ses ouvrages sont recherchés en tant que livres rares, et, dès les siècles suivants, il n'est guère connu que des bibliophiles, et parfois étudié par les historiens et les critiques littéraires pour son essai De la bonté et mauvaistié des femmes, qui s'inscrit dans la Querelle des femmes, l'un des grands débats rhétoriques de l'époque. Il présente la particularité d'une part de présenter, dans le même ouvrage, les positions opposées des deux camps ; d'autre part, de moins suivre une intention argumentative que de présenter sur le thème abordé des « histoires tragiques » et des « histoires prodigieuses » dans une visée édificatrice. Le texte est représentatif de son mode d'écriture, qui consiste en la reprise, en la transformation et en l'agencement de sources variées (antiques ou plus contemporaines ; il emprunte beaucoup à Pierre Boaistuau, entre autres) dans des ouvrages nouveaux.

## Ouvrages

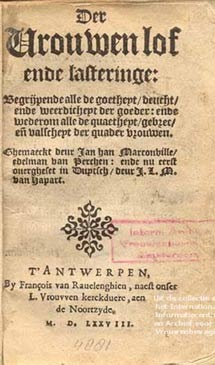
Der vrouwen lof ende lasteringe, Anvers 1578. Traduction néerlandaise de De la bonté et mauvaistié des femmes.

- La Manière de bien policer la république chrestienne selon Dieu, raison et vertu, contenant l'estat et office des magistrats, ensemble la source et origine des procès et détestation d'iceluy, auquel est indissolublement conjoinct le mal et misère qui procède des mauvais voisins, 1562.

- De la bonté et mauvaistié des femmes, 1563. (réédité en 2000 puis en 2003)

- Excellent opuscule de Plutarque, de la tardive vengeance de Dieu, traduict de Grec en Latin par Bilibaut Pirliheimer Aleman Senateur de Miremberg, & faict Francoys par Jean de Marconville Gentilhomme Percheron, 1563.

- Recueil memorable d'aucuns cas merveilleux advenuz de noz ans & d'aucunes choses étrangères & monstrueuses advenües ez siecles passés, 1564.

- Chrestien advertissement aux refroidiz et escartez de l'ancienne église catholique, romaine & apostolique, contenant une exhortation salutaire pour reprendre le chemin qu'ils ont quitté, 1571.

- Traicté de la bonne et mauvaise Langue (et autres pièces), 1571-73.

- De l'heur et Malheur de Mariage : Ensemble les loix connubiales de Plutarque traduictes en François par Jean de Marconville... reveu et augmenté. Mariage est honorable entre tous, et le lict sans macule, 1583.